# 九条駅 (奈良県)

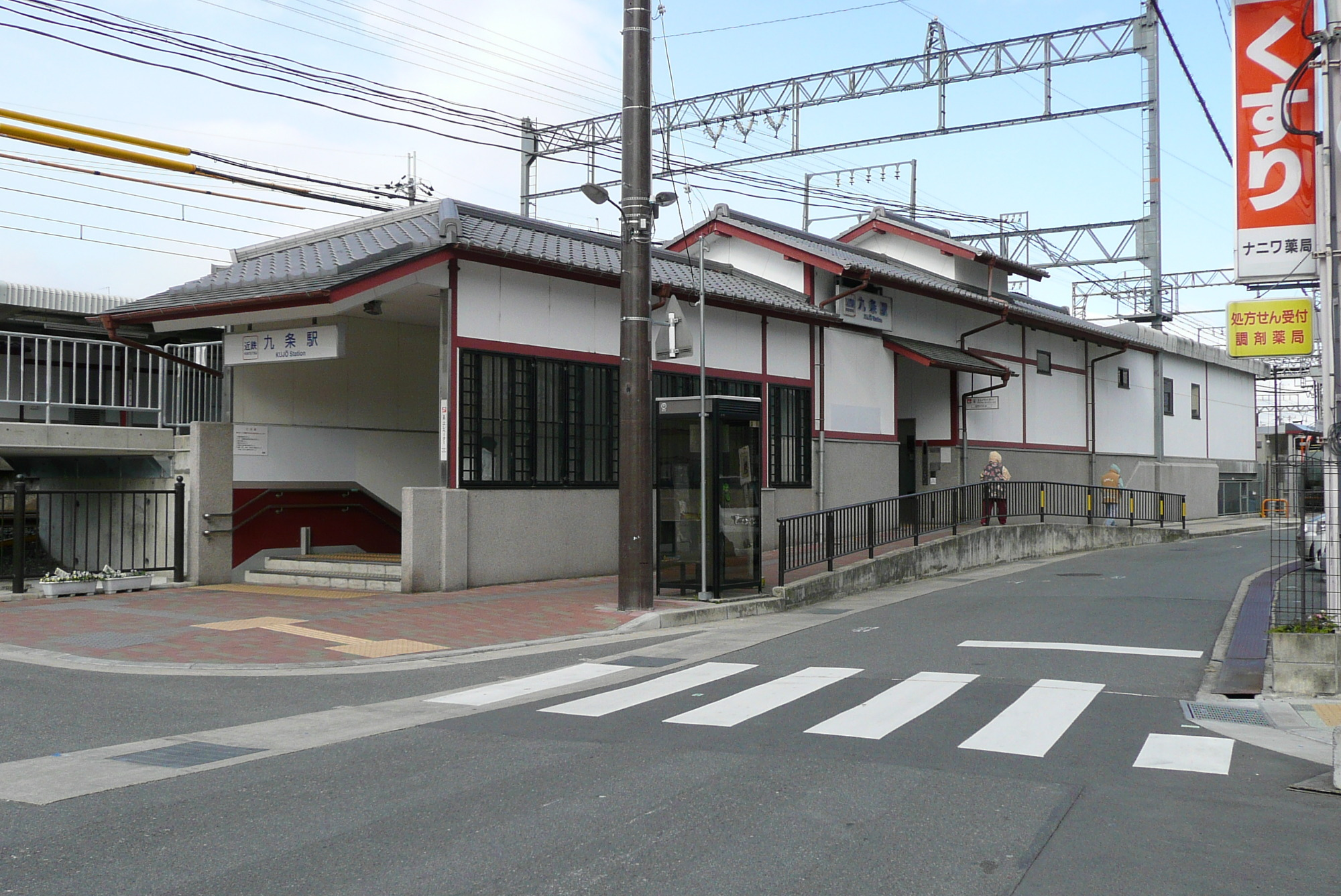
東口

九条駅（くじょうえき）は、奈良県大和郡山市九条町出口にある、近畿日本鉄道（近鉄）橿原線の駅。駅番号はB29。

## 歴史
- 1921年（大正10年）4月1日：大阪電気軌道畝傍線（現在の橿原線）西大寺（現在の大和西大寺） - 郡山（現在の近鉄郡山）間開通時に開業[1]。
- 1941年（昭和16年）3月15日：参宮急行電鉄との会社合併により、関西急行鉄道の駅となる[1]。
- 1944年（昭和19年）6月1日：会社合併により近畿日本鉄道の駅となる[1]。
- 2002年（平成14年）9月1日：地下駅舎化。
- 2007年（平成19年）4月1日：PiTaPa使用開始[2]。
- 2021年（令和3年）10月1日以降時期不明：終日無人駅化[3]。

## 駅構造
相対式2面2線のホームを持つ地上駅。ホーム有効長は4両分。改札・コンコースは地下、ホームは地上にある。駅入口や改札口は東西2ヶ所にある。エレベーターが2台設置されている。
天理駅管理の無人駅で、PiTaPa・ICOCA対応の自動改札機および自動精算機（回数券カードおよびICカードのチャージに対応）が設置されている。

### のりば
| のりば | 路線     | 方向 | 行先                 |
| ------ | -------- | ---- | -------------------- |
| 1      | B 橿原線 | 下り | 天理・橿原神宮前方面 |
| 2      | B 橿原線 | 上り | 大和西大寺・京都方面 |

## 利用状況
近年における当駅の1日乗降人員の調査結果は以下の通り。
- 2022年11月8日：3,997人
- 2021年11月9日：3,945人
- 2018年11月13日：4,683人
- 2015年11月10日：4,937人
- 2012年11月13日：4,907人
- 2010年11月9日：4,996人
- 2008年11月18日：5,408人
- 2005年11月8日：5,281人

## 駅周辺
- 九条公園
- 九条スポーツセンター
- 大和郡山市清掃センター
- 奈良県立奈良養護学校
- 西の京病院
- 妙善寺
- DMG森精機奈良第二工場
- キリン堂郡山筒井店
- 三松寺
- 奈良県道9号奈良大和郡山斑鳩線
- 奈良県道41号奈良大和郡山線（旧・大和郡山清水永井線）

## バス路線
大和郡山市コミュニティバス 「元気平和号」
- 平和団地・美濃庄方面
  - 1日4便運行 （始発は近鉄郡山駅まで）
  - 土日祝と12月29日から1月3日までは運休
  - 大人100円、小人50円、幼児および障がい者とその介助者無料
  - 当路線はイオンモール大和郡山へのアクセスにも利用できる（下三橋町北停留所から東へ300メートル）。

## 隣の駅
近畿日本鉄道
B 橿原線
■急行
通過
■普通
西ノ京駅 (B28) - 九条駅 (B29) - 近鉄郡山駅 (B30)
- 括弧内は駅番号を示す。